# Telestes souffia
Telestes souffia é uma espécie de peixe actinopterígeo da família Cyprinidae.
Pode ser encontrada nos seguintes países: Austria, Bulgária, República Checa, França, Alemanha, Hungria, Itália, Roménia, Rússia, Sérvia e Montenegro, Eslováquia e Suíça.